# Нариманов
Нариманов (рус. Нариманов) град је у Русији у Астраханској области.

## Становништво
| 1970. | 1979. | 1989.  | 2002.  | 2010.  |
| ----- | ----- | ------ | ------ | ------ |
| 3.300 | 3.419 | 11.084 | 11.202 | 11.521 |